# Homaspis kurilensis
Homaspis kurilensis là một loài tò vò trong họ Ichneumonidae.